# Porsestraße 9

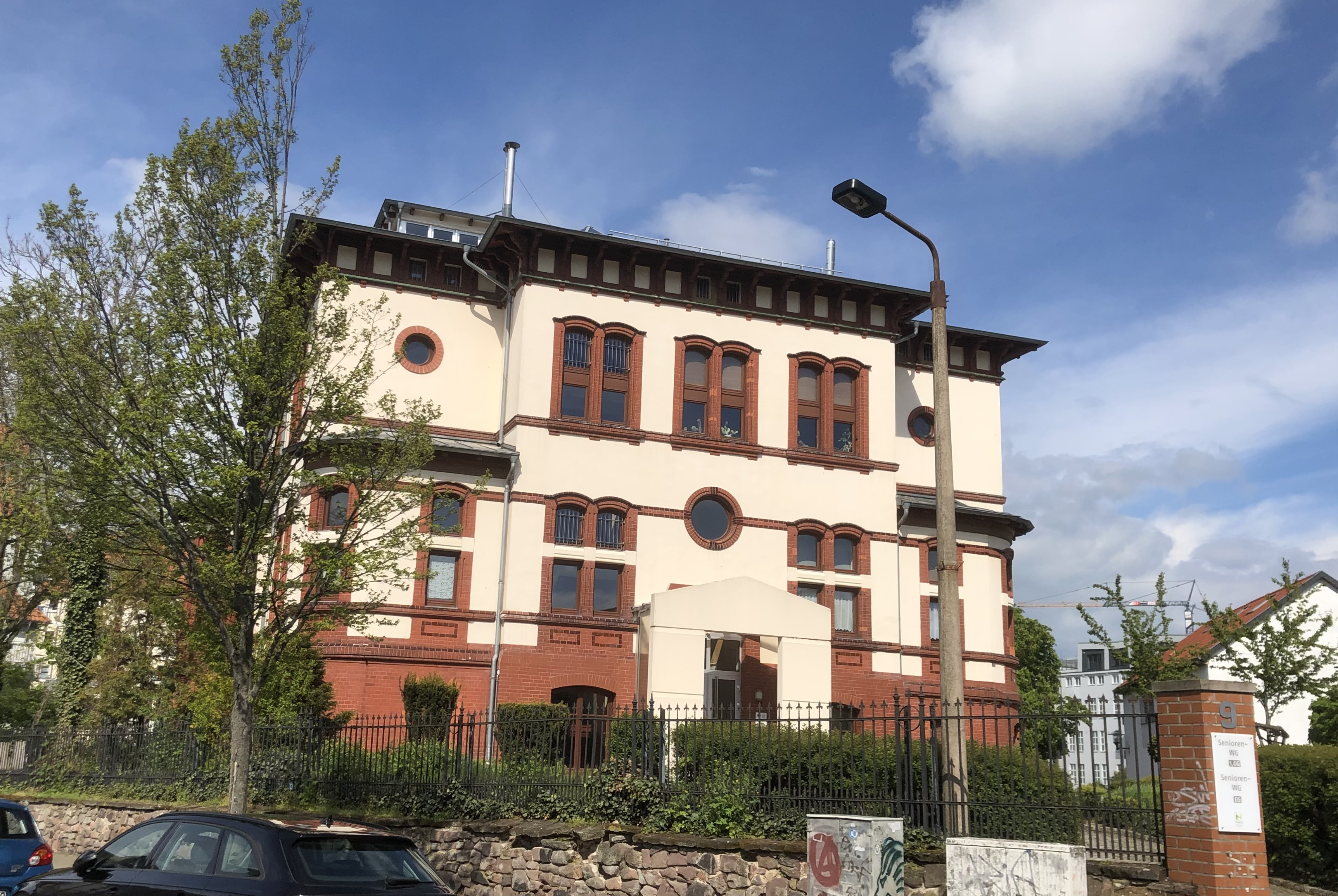
Porsestraße 9 im Jahr 2021

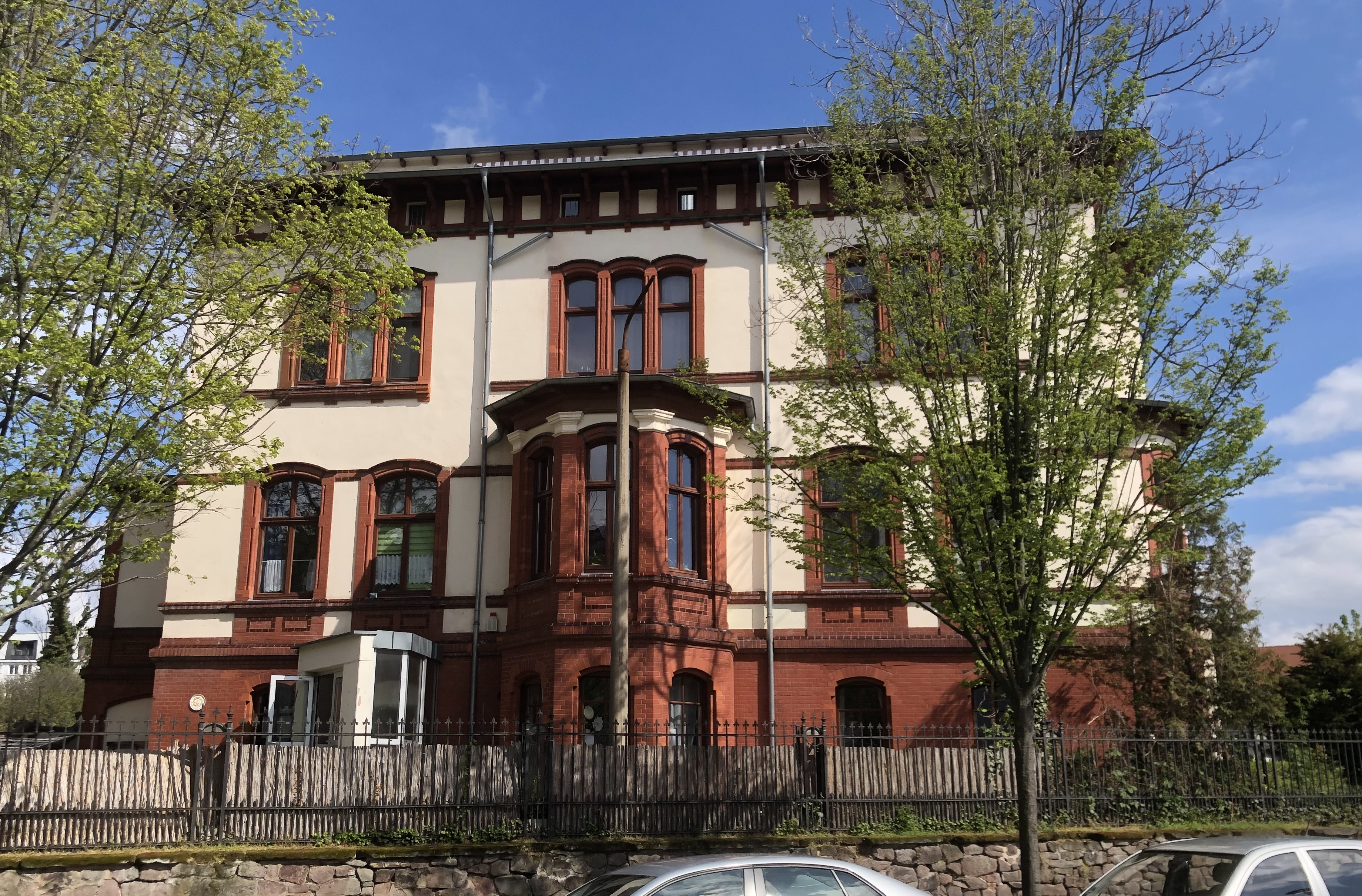
Westseite, 2021

Das Gebäude Porsestraße 9 ist eine denkmalgeschützte Villa in Magdeburg in Sachsen-Anhalt.

## Lage
Die Villa befindet sich auf der Ostseite der Porsestraße, in einer markanten Ecklage nördlich der Einmündung der Straße Mühlberg im Magdeburger Stadtteil Buckau.

## Architektur und Geschichte
Die im späten 19. Jahrhundert im Stil der Neorenaissance erbaute dreigeschossige Villa entstand auf einem quadratischen Grundriss. Die Gliederung der an italienische Villen erinnernden verputzten Fassade erfolgt durch Ziegel und wirkt zierlich, es bestehen schmale, paarig angeordnete Segmentbogenfenster. Als Vorbild diente die Villa Rosa von Gottfried Semper in Dresden. An der Fassade befinden sich Tondi, in denen sich ursprünglich möglicherweise Reliefs befanden. Nach Süden zur Straßenkreuzung hin befindet sich ein Risalit. Das Traufgesims kragt deutlich vor und ist stark profiliert. Bedeckt ist der Bau von einem Flachdach.
Zum Garten erstreckt sich eine große Terrasse und Freitreppe. Im sich dort anschließenden, eingefriedeten Park befindet sich ein Wasserbassin in Form eines Vierpasses. 
Auch das Innere wurde repräsentativ ausgeführt. Es besteht ein gewölbtes Vestibül und ein oktogonal ausgebildeter Mittelraum mit einem Oberlicht, der jedoch heute durch eingebaute Zwischendecken sich nicht mehr in dieser Form präsentiert.
Im örtlichen Denkmalverzeichnis ist die Villa unter der Erfassungsnummer 094 70338 als Baudenkmal verzeichnet.
Die erhöht gut sichtbar stehende Villa gilt als städtebaulich bedeutsam und bildet mit der umgebenden Bebauung ein Bauensemble der Gründerzeit.